# Иваненко, Дмитрий Алексеевич
Дмитрий Алексеевич Иваненко (1859—1943) — советский русский и украинский писатель, журналист.

## Биография
Родился в 1859 году в селе Китайгоры (ныне Великий Кобелячек), Полтавская губерния. Происходил из семьи священников.
Окончил Полтавскую классическую гимназию. В 1884 году окончил юридический факультет Киевского университета.
Из-за нехватки юридических вакансий начал работать бухгалтером, затем секретарём статистического комитета в канцелярии губернатора. С 1889 года — редактор неофициальной части газеты «Полтавские губернские ведомости». Благодаря Иваненко газета стала ежедневной и получила общественно-литературное направление. Редактор газет «Полтавский вестник» (1902—1907), «Полтавский голос» (1907—1915). При активном участии Иваненко выходили в Полтаве иллюстрированные издания «Колокольчик», «Полтавский календарь», справочные книги «Вся Полтава и губерния», «Празднование 200-летия Полтавской победы в Полтаве».
При советской власти преподавал украинскую и русскую литературу в трудовой школе.
В 1927 году вышел на пенсию и переехал в Харьков, затем — в Киев — к дочке Оксане.
Отец детской писательницы Оксаны Иваненко и физика Дмитрия Иваненко, дед детской писательницы Валерии Иваненко.
Умер в эвакуации 1 января 1943 года в Свердловске.

## Творчество
Автор театральных рецензий, статей, фельетонов, сатирических стихов.
Опубликовал книгу впечатлений от поездки в Москву «Летний отдых» (1899) и «Записки и воспоминания» (1888—1908), посвященные истории общественной и культурной жизни Полтавы с 1888 по 1908 год.
Написал историческую повесть для детей «Ивась Хмельниченко» (1928).
В 1969 году некоторые стихи Иваненко были опубликованы в сборнике «Стихотворная сатира первой русской революции (1905—1907)».